# Ранки, Дьёрдь
Дьёрдь Ра́нки (венг. Ránki György; 30 октября 1907, Будапешт, Австро-Венгрия, ныне Венгрия — 22 мая 1992, там же) — венгерский композитор.

## Биография
Учился в Музыкальной академии Ференца Листа у Золтана Кодая с 1926 по 1930 год. В музыке Ранки преобладают симфонические сочинения (как правило, в юмористическом или гротескном ключе). Писал также музыку к драматическим спектаклям, радиопьесам и кинофильмам (около шестидесяти), чаще всего к фильмам Золтана Фабри и Мартона Келети.

## Сочинения
- опера «Новое платье короля Помаде» (1953, Будапешт)
- опера «Новые приключения Петера-музыканта» (1962, Будапешт)
- балет «Цирк» (1965)
- оратория «Cantus urbis» (1973)
- «Венгерские танцы XVI века» для оркестра (1950)
- фантазия «1514» для фортепиано с оркестром (1960)
- 2 симфонии
- музыка к мультфильму Элек Мекк - мастер на все руки (1973)

## Награды
- 1952 — премия имени Ференца Эркеля
- 1954 — премия имени Лайоша Кошута
- 1957 — премия имени Ференца Эркеля
- 1963 — Заслуженный артист ВНР